# Dakshin Baguan
Dakshin Baguan là một thị trấn thống kê (census town) của quận Medinipur thuộc bang Tây Bengal, Ấn Độ.

## Nhân khẩu
Theo điều tra dân số năm 2001 của Ấn Độ, Dakshin Baguan có dân số 4672 người. Phái nam chiếm 52% tổng số dân và phái nữ chiếm 48%. Dakshin Baguan có tỷ lệ 69% biết đọc biết viết, cao hơn tỷ lệ trung bình toàn quốc là 59,5%: tỷ lệ cho phái nam là 75%, và tỷ lệ cho phái nữ là 63%. Tại Dakshin Baguan, 18% dân số nhỏ hơn 6 tuổi.